# Yrjö Mäkelin

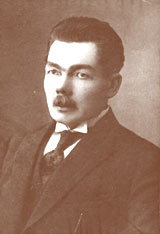
Yrjö Mäkelin.

Yrjö Esaias Emanuel Mäkelin, född 1 juni 1875 i Tammerfors, död 18 september 1923 i Helsingfors, var journalist och ledargestalt inom finska arbetarrörelsen.
I början var Mäkelin skomakare innan han 1900 blev huvudredaktör för Kansan Lehti i Tammerfors. Han drev frenetiskt frågan om allmän rösträtt och försvarade Finlands konstitutionella rättigheter mot förtrycksperioderna i Finlandrussificeringen. Han författade deklarationen i Forssa 1903. År 1907 blev han huvudredaktör för Kansan Tahto i Uleåborg. 
Mellan 1907 och 1917 satt han i lantdagen. År 1917 var han ordförande för grundlagskommittén och tog ståndpunkt för att lantdagen borde överta den högsta makten i Finland och förklara landet självständigt. Under finska inbördeskriget var han verksam inom propaganda för folkkommissariatet. Efter kriget dömdes han till döden, men benådades 1922. År 1923 fängslades han anklagad för kommunistisk verksamhet; han begick självmord i fängelset. 
Hans son, Vizefeldwebel Leo Mäkelin, som var med i jägarrörelsen internerades också när övriga skickades till Finland.